# 代姆延
代姆延，是匈牙利赫维什州所辖的一个村。总面积25.08平方公里，总人口589，人口密度23.5人/平方公里（2011年1月1日）。